# Halgerda bacalusia
Halgerda bacalusia is een slakkensoort uit de familie van de Discodorididae. De wetenschappelijke naam van de soort is voor het eerst geldig gepubliceerd in 1999 door Fahey & Gosliner.